# 천추전부인
천추전부인(千秋殿夫人)는 고려의 왕족이다. 광종(光宗)과 대목왕후(大穆王后)의 딸이다.

## 생애
광종(光宗)과 대목왕후(大穆王后)의 맏딸로, 성은 왕(王) 이름은 아지(阿志), 본관은 개성(開城)이다. 정종(定宗)의 친조카이고 경종(景宗)과는 친남매간이다. 또 목종(穆宗)에게는 고모가 된다. 이외에도 고려(高麗) 초기(醋岐)의 왕실(王室)이 근친혼(近親婚)으로 얽혀 있어 수많은 왕실(王室) 인물들과 혈연 관계에 있다.
그녀는 숙부 문원대왕(文元大王)과 문혜왕후(文惠王后)의 아들 천추전군(千秋殿君)과 혼인하였다. 따라서 천추전군(千秋殿君)과 천추전부인(千秋殿夫人)의 혼인 역시 친사촌간에 이루어진 근친혼(近親婚)이다. 한편 천추전군(千秋殿君)은 요절한 것으로 기록되어 있다.
《고려사》(高麗史) 등에는 천추전부인(千秋殿夫人)의 자세한 생애나 매장지, 생몰년 등에 관한 기록이 남아있지 않아 자세히 알 수 없다. 호는 천추전부인(千秋殿夫人)이다.

## 가계
- 조부 : 태조(太祖, 877 ~ 943)
- 조모 : 신명순성왕후(神明順成王后) - 유긍달(劉兢達)의 딸
- 조모 : 신정왕후(神靜王后) 황보씨(皇甫氏, ? ~ 983) - 황보제공(皇甫悌恭)의 딸
- 아버지 : 광종(光宗, 925 ~ 975)
- 어머니 : 대목왕후(大穆王后) 황보씨(皇甫氏)
  - 오빠 : 제5대 경종(景宗, 955 ~ 981)
  - 오빠 : 효화태자(孝和太子)
  - 동생 : 보화궁부인(寶華宮夫人)
  - 동생 : 문덕왕후(文德王后)
- 배우자 : 천추전군(千秋殿君)

## 기타
- 사학자 김갑동은 2010년 4월 호남사학회를 통해 발표한 자신의 연구 논문 〈천추태후의 실체와 서경세력〉에서, 경종의 제3비이자 목종의 모후인 헌애왕후(천추태후)의 생모가 분명히 기록되지 않은 점과 천추태후가 천추전에 거처했다는 점 등 여러 이유를 들어, 천추전부인을 천추태후와 같은 인물로 보기도 하였다[3].